# Idaea
Idaea là một chi bướm đêm thuộc họ Geometridae.

## Các loài
- Idaea albitorquata (Püngeler, 1909)
- Idaea alicantaria (Reisser, 1963)
- Idaea alopecodes (Meyrick, 1888)
- Idaea alyssumata (Himminghoffen & Milliere, 1871)
- Idaea amnesta (Prout, 1922)
- Idaea antiquaria (Herrich-Schäffer, 1847)
- Idaea argophylla (Turner, 1922)
- Idaea ascepta (Prout, 1915)
- Idaea attenuaria (Rambur, 1833)
- Idaea aureolaria (Denis & Schiffermüller, 1775)
- Idaea auricruda (Butler, 1879)
- Idaea aversata (Linnaeus, 1758)
- Idaea basinta (Schaus, 1901)
- Idaea belemiata (Millière, 1868)
- Idaea bigladiata Herbulot, 1975
- Idaea biselata (Hufnagel, 1767)
- Idaea blaesii Lenz & Hausmann, 1992
- Idaea bonifata (Hulst, 1887)
- Idaea bundeli Viidalepp, 1988
- Idaea bustilloi (Agenjo, 1967)
- Idaea calunetaria (Staudinger, 1859)
- Idaea camparia (Herrich-Schäffer, 1852)
- Idaea carvalhoi Herbulot, 1979
- Idaea celtima (Schaus, 1901)
- Idaea cervantaria (Millière, 1869)
- Idaea chloristis (Meyrick, 1888)
- Idaea circuitaria (Hübner, 1819)
- Idaea coercita (Lucas, 1900)
- Idaea consanguiberica Rezbanyai-Reser & Exposito, 1992
- Idaea consanguinaria (Lederer, 1853)
- Idaea consolidata (Lederer, 1853)
- Idaea contiguaria (Hübner, [1799])
- Idaea costaria (Walker, 1863)
- Idaea costiguttata Warren, 1896
- Idaea couloniata (Balestre, 1907)
- Idaea crinipes (Warren, 1897)
- Idaea curtopedata Ebert, 1965
- Idaea darvasica Viidalepp, 1988
- Idaea dasypus (Turner, 1908)
- Idaea degeneraria (Hübner, [1799])
- Idaea deitanaria Reisser & Weisert, 1977
- Idaea delosticta (Turner, 1922)
- Idaea demissaria (Hübner, 1831)
- Idaea denudaria (Prout, 1913)
- Idaea descitaria (Christoph, 1893)
- Idaea determinata (Staudinger, 1876)
- Idaea deversaria (Herrich-Schäffer, 1847)
- Idaea dilutaria (Hübner, [1799])
- Idaea dimidiata (Hufnagel, 1767)
- Idaea distinctaria (Boisduval, 1840)
- Idaea dohlmanni (Hedemann, 1881)
- Idaea dolichopis (Turner, 1908)
- Idaea effeminata (Staudinger, 1892)
- Idaea efflorata (Zeller, 1849)
- Idaea effusaria (Christoph, 1881)
- Idaea elachista (Turner, 1922)
- Idaea elaphrodes (Turner, 1908)
- Idaea elongaria (Rambur, 1833)
- Idaea emarginata (Linnaeus, 1758)
- Idaea epicyrta (Turner, 1917)
- Idaea eremiata (Hulst, 1887)
- Idaea eretmopus (Turner, 1908)
- Idaea euclasta (Turner, 1922)
- Idaea eucrossa (Turner, 1932)
- Idaea eugeniata (Millière, 1870)
- Idaea euphorbiata (Balestre, 1906)
- Idaea eupitheciata (Guenée, [1858])
- Idaea exilaria (Guenée, 1858)
- Idaea falckii (Hedemann, 1879)
- Idaea fatimata (Staudinger, 1895)
- Idaea fernaria (Schaus, 1940)
- Idaea ferrilinea (Warren, 1900)
- Idaea figuraria (A. Bang-Haas, 1907)
- Idaea filicata (Hübner, [1799])
- Idaea flaveolaria (Hübner, [1809])
- Idaea forsteri (Wiltshire, 1967)
- Idaea franconiaria (Swinhoe, 1902)
- Idaea fucosa (Warren, 1900)
- Idaea furciferata (Packard, 1873)
- Idaea fuscovenosa (Goeze, 1781)
- Idaea geminata (Warren, 1895)
- Idaea gemmata (Packard, 1876)
- Idaea halmaea (Meyrick, 1888)
- Idaea hilliata (Hulst, 1887)
- Idaea hispanaria (Püngeler, 1913)
- Idaea humiliata (Hufnagel, 1767)
- Idaea ibericata (Wehrli, 1927)
- Idaea ibizaria Mentzer, 1980
- Idaea imebcilla (Inoue, 1955)
- Idaea incalcarata (Chrétien, 1919)
- Idaea incisaria (Staudinger, 1892)
- Idaea infirmaria (Rambur, 1833)
- Idaea inquinata (Scopoli, 1763)
- Idaea insulensis (Rindge, 1958)
- Idaea intermedia (Staudinger, 1879)
- Idaea invalida (Butler, 1879)
- Idaea inversata (Guenée, 1857)
- Idaea iodesma (Meyrick, 1897)
- Idaea jakima (Butler, 1878)
- Idaea joannisiata (Homberg, 1911)
- Idaea korbi (Püngeler, 1917)
- Idaea krasilnikovae Viidalepp, 1992
- Idaea laevigata (Scopoli, 1763)
- Idaea leptochyta (Turner, 1942)
- Idaea libycata (Bartel, 1906)
- Idaea litigiosaria (Boisduval, 1840)
- Idaea longaria (Herrich-Schäffer, 1852)
- Idaea lucellata (Püngeler, 1892)
- Idaea lucida (Turner, [1942])
- Idaea lusohispanica Herbulot, 1991
- Idaea luteolaria (Constant, 1863)
- Idaea lutulentaria (Staudinger, 1892)
- Idaea macilentaria (Herrich-Schäffer, 1848)
- Idaea mancipiata (Staudinger, 1871)
- Idaea manicaria (Herrich-Schäffer, 1851)
- Idaea mediaria (Hübner, 1819)
- Idaea metohiensis (Rebel, 1900)
- Idaea microphysa (Hulst, 1896)
- Idaea micropterata (Hulst, 1900)
- Idaea miltophrica (Turner, 1922)
- Idaea minuscula (Ribbe, 1912)
- Idaea minuscularia (Ribbe, 1912)
- Idaea minuta (Schaus, 1901)
- Idaea miranda (Hulst, 1896)
- Idaea monata (Forbes, [1947])
- Idaea moniliata (Denis & Schiffermüller, 1775)
- Idaea muricata (Hufnagel, 1767)
- Idaea mustelata Gumppenberg, 1892
- Idaea nanata (Warren, 1897)
- Idaea nephelota (Turner, 1908)
- Idaea nexata (Hübner, [1813])
- Idaea nibseata (Cassino, 1931)
- Idaea nielseni (Hedemann, 1879)
- Idaea nigrolineata (Chrétien, 1911)
- Idaea nitidata (Herrich-Schäffer, 1861)
- Idaea nocturna (Staudinger, 1892)
- Idaea nudaria (Christoph, 1881)
- Idaea obfusaria (Walker, 1861)
- Idaea obliquaria (Turati, 1913)
- Idaea obsoletaria (Rambur, 1833)
- Idaea occidentaria (Packard, 1874)
- Idaea ochrata (Scopoli, 1763)
- Idaea ossiculata (Lederer, 1871)
- Idaea ostentaria (Walker, 1861)
- Idaea osthelderi (Wehrli, 1932)
- Idaea ostrinaria (Hübner, [1813])
- Idaea pachydetis (Meyrick, 1888)
- Idaea palaestinensis (Sterneck, 1933)
- Idaea pallidata (Denis & Schiffermüller, 1775)
- Idaea partita (Lucas, 1900)
- Idaea pecharia Staudinger, 1863
- Idaea pervertipennis (Hulst, 1900)
- Idaea philocosma (Meyrick, 1888)
- Idaea pilosata (Warren, 1898)
- Idaea politaria (Hübner, [1799])
- Idaea politata (Hübner, 1793)
- Idaea predotaria (Hartig, 1951)
- Idaea probleta (Turner, 1908)
- Idaea productata (Packard, 1876)
- Idaea promiscuaria (Leech, 1897)
- Idaea pseliota (Meyrick, 1888)
- Idaea punctatissima (Warren, 1901)
- Idaea rainerii Hausmann, 1994
- Idaea remissa (Wileman, 1911)
- Idaea retractaria (Walker, 1861)
- Idaea rhodogrammaria (Püngeler, 1913)
- Idaea rhopalopus (Turner, 1908)
- Idaea robiginata (Staudinger, 1863)
- Idaea roseofasciata (Christoph, 1882)
- Idaea rotundopennata (Packard, 1876)
- Idaea rubraria (Staudinger, 1901)
- Idaea rufaria (Hübner, [1799])
- Idaea rupicolaria (Reisser, 1927)
- Idaea rusticata (Denis & Schiffermüller, 1775)
- Idaea saleri Domínguez & Baixeras, 1992
- Idaea salutaria (Christoph, 1881)
- Idaea sardoniata (Homberg, 1912)
- Idaea scaura (Turner, 1922)
- Idaea scintillans (Warren, 1898)
- Idaea scintillularia (Hulst, 1888)
- Idaea seriata (Schrank, 1802)
- Idaea sericeata (Hübner, [1813])
- Idaea serpentata (Hufnagel, 1767)
- Idaea simplex (Warren, 1899)
- Idaea skinnerata (Grossbeck, 1907)
- Idaea spissilimbaria (Mabille, 1888)
- Idaea squalidaria (Staudinger, 1882)
- Idaea stenozona (Lower, 1902)
- Idaea straminata (Borkhausen, 1794)
- Idaea subochraria (Staudinger, 1892)
- Idaea subpolitana Mironov, 1986
- Idaea subrufaria (Staudinger, 1900)
- Idaea subsaturata (Guenée, 1858)
- Idaea subsericeata (Haworth, 1809)
- Idaea sylvestraria (Hübner, [1799])
- Idaea tacturata (Walker, 1861)
- Idaea talvei Viidalepp, 1988
- Idaea terpnaria (Prout, 1913)
- Idaea textaria (Lederer, 1861)
- Idaea tineata (Thierry-Mieg, 1910)
- Idaea trigeminata (Haworth, 1809)
- Idaea trissomita (Turner, 1941)
- Idaea trissorma (Turner, 1926)
- Idaea tristriata (Staudinger, 1892)
- Idaea trypheropa (Meyrick, 1889)
- Idaea typicata (Guenée, 1858)
- Idaea uniformis (Warren, 1896)
- Idaea urcitana (Agenjo, 1952)
- Idaea vesubiata (Millière, 1873)
- Idaea violacearia (Walker, 1861)
- Idaea wiltshirei (Brandt, 1938)
- Idaea zoferata Kaila & Viidalepp, 1996
- Idaea zonata (Prout, 1932)